# 8223-as mellékút (Magyarország)
A 8223-as számú mellékút egy majdnem 9 kilométer hosszú, négy számjegyű mellékút Győr-Moson-Sopron vármegye területén, a Sokorói-dombságban. Főleg Pannonhalma összekötését szolgálja a 81-es főúttal északi irányban.

## Nyomvonala
Pér belterületének északi szélén ágazik ki a 81-es főútból, annak 69+500-as kilométerszelvénye táján, délnyugat felé. Belterületi szakaszán a Szent Imre utca nevet viseli, a kisváros házait bő 2 kilométer után hagyja maga után. 2,6 kilométer után Pázmándfalu külterületén folytatódik, de a település lakott területét nem érinti, azzal ebből az irányból közúti kapcsolata sincs.
A 4. kilométerénél lépi át Győrság határát, ahol Sághalomalja településrész déli részén húzódik el, majd egymástól alig száz méterre két elágazása is következik, előbb északnyugat, majd délkelet felé. Mindkét útvonal a 8222-es út része, így értelemszerűen a két elágazás között a 8222-esnek és 8223-asnak nyúlfarknyi közös szakasza van (kilométer-számozás tekintetében megegyező irányban számozódva). Győrság központját az út 5,3 kilométer után éri el, ott az Országút utca nevet viselve vezet végig a falun.
A 7. kilométere táján éri el a belterület szélét és egyben Pannonhalma határát, onnan délnek fordul. A hátralévő szakaszán egy darabon még Écs keleti határszélét is érinti, de végül teljesen pannonhalmi területen fejeződik be, aránylag szokatlan módon – négy számjegyű út létére – egy öt számjegyű útvonalba, a 82 122-es számú mellékútba beletorkollva. Vonalvezetése alapján valószínű, hogy korábban a belvárosig tarthatott és a 8224-8225-ös utak (régi) keresztezésénél érhetett véget.
Teljes hossza, az országos közutak térképes nyilvántartását szolgáló kira.gov.hu adatbázisa szerint 8,796 kilométer.

## Települések az út mentén
- Pér
- (Pázmándfalu)
- Győrság
- (Écs)
- Pannonhalma